# Коропоподібні
Коропоподібні (Cypriniformes) — ряд кісткових риб.

## Загальні відомості
Численний таксон, нараховує близько 2900 видів риб, це приблизно 15 % усіх риб взагалі. Довжина тіла — від 2 см до 1,5 м. Відмінними рисами є відсутність зубів на щелепах, але є так звані глоткові зуби, розташовані на задній зябровій дузі. Риби мають апарат Вебера, утворений чотирма передніми хребцями. Луска циклоїдна, деякі види не мають луски. Плавальний міхур цих риб протягом усього життя зберігає зв'язок із кишкою. Більшість видів коропоподібних поширена у прісних водоймах, але деякі (вобла, тараня) здатні мігрувати на нерест в опріснені ділянки морів.
У водоймах України найпоширенішими представниками коропоподібних є плотва, ялець, жерех, лин, вусань, лящ, рибець, уклейка, чехоня, сазан, карась, амур та короп. Усі вони мають велике промислове значення.

## Систематика
Містить чотири підряди:
Підряд Гирінохейловидні (Gyrinocheiloidei)
- Родина Гирінохейлові (Gyrinocheilidae)

Підряд Чукучановидні (Catostomoidei) 
- Родина Чукучанові (Catostomidae)

Підряд В'юновидні (Cobitoidei)
- Родина Боцієві (Botiidae)
- Родина Вайллантеллеві (Vaillantellidae)
- Родина В'юнові (Cobitidae)
- Родина Барбуккові (Barbuccidae)
- Родина Гастромизонові (Gastromyzontidae)
- Родина Змієв'юнові (Serpenticobitidae)
- Родина Баліторові (Balitoridae)
- Родина Еллопостомові (Ellopostomatidae)
- Родина Немахейлові (Nemacheilidae)

Підряд Короповидні (Cyprinoidei)
- Родина Педоципрові (Paedocyprididae)
- Родина Псилоринхові (Psilorhynchidae)
- Родина Коропові (Cyprinidae)
- Родина Сундаданієві (Sundadanionidae)
- Родина Данієві (Danionidae)
- Родина Лептобарбові (Leptobarbidae)
- Родина Ксеноципрові (Xenocyprididae)
- Родина Линові (Tincidae)
- Родина Ахейлогнатові (Acheilognathidae)
- Родина Пічкурові (Gobionidae)
- Родина Таніхтові (Tanichthyidae)
- Родина Ялецеві (Leuciscidae)